# Beta Aurigae
Désignations
Beta Aurigae (β Aur / β Aurigae, Bêta du Cocher), également nommée Menkalinan, est une étoile binaire à éclipses de deuxième magnitude de la constellation du Cocher. D'après la mesure de sa parallaxe annuelle par le satellite Hipparcos, le système est situé à environ ∼ 81 a.l. (∼ 24,8 pc) de la Terre.

## Nomenclature, histoire et mythologie

### Des Grecs à l'UAI

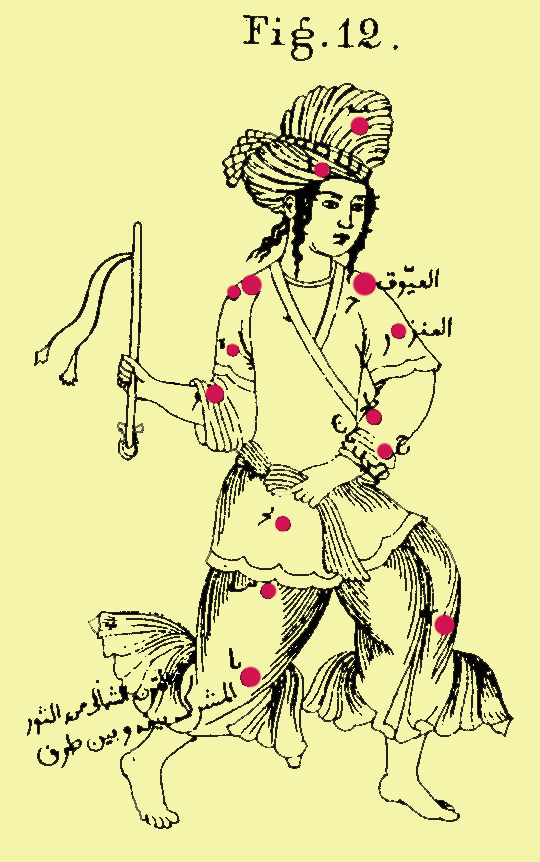
La figure de مممسك العنّان Mumsik al-ᶜInān dans le ciel gréco-arabe (d’après le traité de ᶜAbd al-Raḥmān al-Sūfī, 1606, St-Péterbourg).

Menkalinan est aujourd’hui le nom approuvé pour β Aur par l’Union astronomique internationale (UAI). C’est l’arabe منكب ذي العنّان Mankib ḏī l-ᶜInnān, « l’Épaule du Cocher », qui est une appellation tardive née dans le cadre des constellations héritées des Grecs par les astronomes arabes au IXe siècle. Dans sa traduction du زيجِ سلطانی Zīğ-i Sulṭānī ou « Tables sultaniennes » d’Uluġ Bēg (1437), Thomas Hyde livre la transcription ‘Menkib D’il Inân’ (1665), ce qui donne le nom simplifié Menkalinan chez Giuseppe Piazzi (1814), par la suite popularisée repris par Richard Allen (1899),.

### Dans le ciel arabe traditionnel
β Aur appartient au groupe constitué par β, θ et γ Aur, nommé توابع العيّوق Tawābiᶜ al-ᶜAyyūq, « les Suivantes d’Alhajoth », mais également الأعلأم al-Aᶜlām « les Signes »,. Tawābiᶜ al-ᶜAyyūq a donné Altawabi, un des noms de ι Aur (voir l'article consacré à cette étoile).

### En Chine
β Aur est connue comme 五车三, soit la 3e étoile de l’astérisme Wuche, « les Cinq chars ».

## Caractéristiques principales
Beta Aurigae est un système binaire spectroscopique et à éclipses. Sa magnitude apparente varie entre +1,89 et 1,98 avec une période de 3,960 04 jours. C'est le second système binaire spectroscopique à jamais avoir été découvert, par Antonia Maury en 1889. On pense qu'il fait partie du courant de la Grande Ourse.
Ses composantes, assez similaires, sont deux étoiles sous-géantes et à raies métalliques marquées de type A. Elle ne sont pas très différentes de Véga et de Sirius, si ce n'est qu'elles sont en train de cesser la combustion de l'hydrogène dans leur cœur et qu'elles deviendront à terme des « vraies » étoiles géantes, comme Aldébaran. Elles ont approximativement la même masse et le même rayon.
Les deux étoiles sont désignées Beta Aurigae Aa et Beta Aurigae Ab dans les catalogues modernes, mais elles ont également pu être répertoriées en tant que composantes 1 ou 2 ou en tant que A et B,.